# George Gurnett
George Gurnett (né en 1792 et mort le 17 novembre 1861) était un journaliste et le 4e maire de Toronto. Né à Sussex en Angleterre, il a émigré en Virginie durant les années 1820. Il a déménagé à Ancaster dans le Haut-Canada et finalement à York en 1829. Lorsque York a été incorporé en mai 1834 à la ville de Toronto, Gurnett fut élu au Conseil municipal. Il a été maire de la ville en 1837 et par la suite de 1848 à 1850.
George Gurnett est mort d'une crise cardiaque, le 17 novembre 1861 à Toronto.